# Hilton Valentine

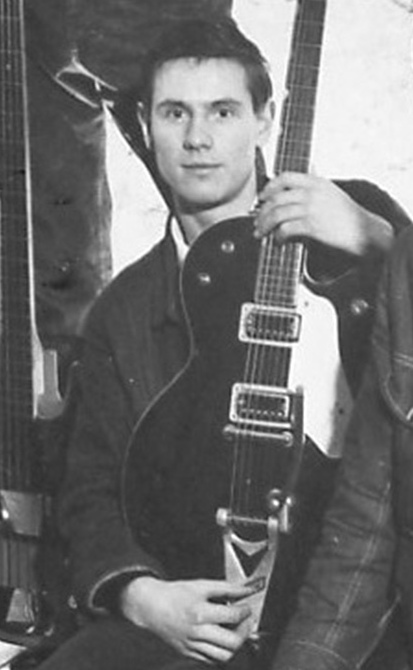
Valentine mit den Animals, 1964

Hilton Stewart Paterson Valentine (* 21. Mai 1943 in North Shields, Northumberland, England; † 29. Januar 2021 in Wallingford, Connecticut, USA) war ein britischer Gitarrist. 

## Leben und Wirken
Er spielte unter anderem bei der Gruppe The Animals, mit denen er 1994 in die Rock and Roll Hall of Fame aufgenommen wurde.
Nach der Auflösung der Animals produzierte Valentine mehrere Soloalben, wie All in Your Head (1969) und It’s Folk ‘N’ Skiffle, Mate! (2004). Bei den Versuchen, The Animals wiederzubeleben, trat er ebenfalls auf.
Nach dem Ende der Animals zog Valentine nach Kalifornien und später zusammen mit seiner Ehefrau Germaine, mit der er eine Tochter Samantha hat, nach Wallingford, Connecticut. Hilton Valentine starb im Januar 2021 im Alter von 77 Jahren in Wallingford, Connecticut.